# Пономаренко, Сергей Иванович
Сергей Иванович Пономаренко (20 февраля 1982, Одесса, Украинская ССР, СССР) — украинский футболист, нападающий.

## Игровая карьера
Воспитанник СДЮСШОР «Черноморец» (Одесса). В главной команде «моряков» дебютировал 29 июня 1999 года в игре против «Буковины». В сезонах 2000/01 и 2001/02, когда «Черноморец» выступал в первой лиге, молодой нападающий регулярно выходил в стартовом составе. В высшей лиге основным стал дуэт нападающих Александр Косырин — Константин Балабанов, поэтому Пономаренко в сезонах 2002/03 и 2003/04 сыграл всего три матча. Большую часть времени нападающий провёл во второй клубной команде и в фарм-клубе одесситов — МФК «Николаев». Играя за «Черноморец-2», 25 апреля 2004 года забил 4 мяча в ворота «Роси».
В марте 2004 года проходил просмотр в казахстанской команде «Тобол». В составе казахстанцев отметился дублем в товарищеском матче против «Алмаза».
В августе 2004 года на правах аренды перешёл в клуб высшей лиги «Борисфен». В осенней части сезона 2004/05 принял участие всего в трёх матчах — с «Кривбассом», «Волынью» и «Черноморцем». В первых двух выходил в стартовом составе, а в игре против своей родной команды — лишь перед самым окончанием матча. Часто появляться на поле футболисту мешали проблемы со здоровьем.
С 2005 по 2006 года играл в «Подолье» и «Днестре».
Зимой 2007 года перешёл в «Гелиос». В первом же матче за «солнечных» отметился дублем. Но и в этой команде игрока приследовали травмы. 6 сентября 2008 года на 40-й минуте матча «Коммунальник» — «Гелиос» около штрафной площадки луганчан 18-летний защитник хозяев поля Сергей Малый, пытаясь выбить мяч, ногой въехал в челюсть Пономаренко, который пытался сыграть головой. От полученного удара нападающий потерял сознание и рухнул на газон. Обследование, сделанное игроку в Харькове, показало, что челюсть у него была сломана сразу в трёх местах. Всего за последние два года в «Гелиосе» у Сергея было три перелома.
Уйдя из харьковской команды, нападающий в январе 2010 года проходил просмотр в своей старой команде — «Днестр». Но даже в этом клубе первой лиги наставник овидиопольцев Андрей Пархоменко не мог гарантировать Сергею стабильное место в основе. В связи с этим в феврале 2010 года, устав от череды травм, и не имея желания играть во второй лиге, Пономаренко завершил выступления в профессиональном футболе.

## Студенческая сборная Украины
В составе студенческой сборной Украины принимал участие в XXII летней универсиаде, которая проходила в 2003 году в Тэгу (Южная Корея). Украинская футбольная команда заняла итоговое 11 место.